# Manfred Zimmermann (Diplomat)
Manfred Zimmermann (* 9. August 1929 in Dresden) ist ein ehemaliger deutscher Diplomat. Unter anderem diente er in den 1960er Jahren im Diplomatischen Dienst der Deutschen Demokratischen Republik als Handelsattaché in der Türkei.
Zimmermann trat nach seinem Studium der Rechtswissenschaft in den Diplomatischen Dienst der DDR ein. Im Jahr 1958 wechselte er von Berlin als stellvertretender Leiter der Vertretung der Kammer für Außenhandel der DDR in die Niederlande. 1962 trat er den Posten des Handelsattachés in der Türkei an und übernahm Anfang 1963 kurzzeitig die Leitung der dortigen Außenhandelsvertretung.